# Сильвестр (Андреевич-Морарь)
Митрополи́т Сильве́стр (нем. Metropolit Sylvester, рум. Mitropolitul Silvestru, в миру Самуил Морарь-Андриевич, нем. Samuel Morariu-Andriewicz, рум. Samuil Morariu Andrievici; 26 января 1818, село Миток-Драгомирна, Днестровский уезд — 3 апреля 1895, Черновцы) — архиерей автокефальной Буковинско-Далматинской митрополии, в 1880—1895 годах — православный митрополит Буковинский.

## Биография
Родился в 1818 году в селе Миток-Драгомирна Днестровского уезда, в семье священника славянского происхождения. Изучив богословские науки в Черновцах, он вступает в брак, а 28 июля 1846 года принимает пресвитерский сан. Вскоре был назначен на приход в село Чагор Черновицкого уезда, где находился до 1862 года.
После чего назначен преподавателем в Черновицкой духовной семинарии и одновременно регентом местной консистории. Через четыре года был определен в ней консисторским советником. В 1874 году после смерти жены, вступает в монастырь и принимает монашество с именем Сильвестра. Вскоре был возведен в сан архимандрита и назначен наместником монастыря. В 1877 году назначается консисторским архимандритом и генеральным викарием Буковинской митрополии.
Митрополит Сильвестр издал сборник православных молитв и ряд школьных учебников на румынском языке, для написания которых он сотрудничал с румынским духовенством из Венгрии. С 1850 по 1851 годы он принимал участие в реформе литургических книг. Русофил. В 1894 году запретил чтение книг и журналов, печатающихся в Галиции, опасаясь, что они могли бы привлечь верующих к греко-католической церкви. 
5 февраля 1867 года Сильвест был избран депутатом Буковинского земельного собрания усадьбы. Впоследствии ландтаг избрал его в Императорский совет от Буковины 28 февраля 1867 года. В 1870—1880 годах он был членом Государственного совета Австрийской империи.
С 1880 года до своей смерти в 1895 году он служил православным архиепископом Черновицкой, митрополитом Буковины и Далмации. В это время он также был пожизненным членом Палаты лордов (верхняя палата Имперского совета).

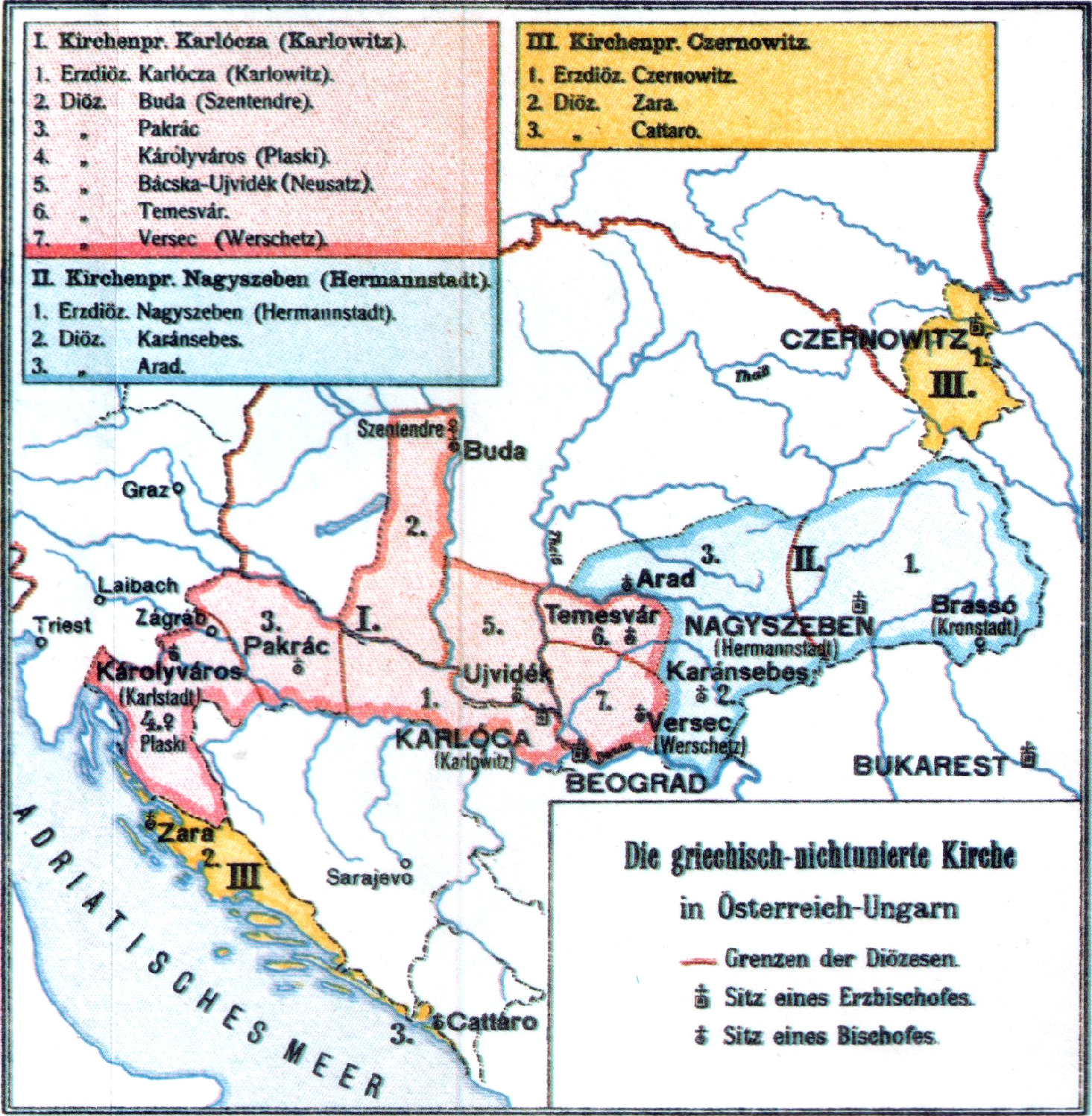
Православная митрополия Буковины и Далмации (III, жёлтым)